# Palazzo della Prefettura (Torino)
L'attuale palazzo del Governo, sede di prefettura-UTG, nasce nella prima metà del Settecento come palazzo delle Regie Segreterie di Stato. Insieme all'Archivio di Stato (già Archivio di Corte) costituisce uno dei primi esempi, nel mondo occidentale, di architettura nata specificamente con funzioni amministrative.
Dal 1997 il Palazzo è iscritto nella Lista del Patrimonio dell'umanità in quanto parte del sito seriale UNESCO Residenze Sabaude.

## Storia
Un primo disegno della fabbrica è ascrivibile all'idea generale dell'architetto reale Filippo Juvarra, il quale, nell'ambito del complessivo ripensamento urbano di piazza Castello e del contestuale allestimento di nuovi spazi da destinare al governo del neonato Regno sabaudo, delinea planimetricamente un ampio complesso, strettamente collegato al palazzo reale vero e proprio.
L'idea juvarriana prevede che nel complesso trovino posto le segreterie, gli archivi di corte, il teatro e la cavallerizza con una complessiva riplasmazione della piazza del castello. Il progetto tuttavia non viene portato a compimento, se non nella parte di strutture destinate ad ospitare i Regi Archivi a causa della partenza di Juvarra per Madrid. Bisogna attendere il 1738 e l'intervento di Benedetto Alfieri, perché la costruzione del palazzo delle Segreterie abbia inizio, secondo un rinnovato impianto proposto dall'architetto.
Se il disegno di Juvarra prevedeva, infatti, la realizzazione di un lungo corridoio prospiciente il giardino reale, facilitando in tal modo il passaggio dal Palazzo Reale al Teatro Regio, e garantendo l'affaccio sulla piazza di tutti i locali destinate alle segreterie e ai regi archivi, Alfieri, invece, riduce il ruolo distributivo di questa lunga galleria. Il nuovo progetto, infatti, prevede un aumento della profondità della manica ed una contestuale articolazione degli spazi interni, con una distribuzione più complessa resa possibile, tra l'altro, dall'edificazione, nel 1740, di uno scalone che garantiva l'accesso alle sale direttamente dalla piazza; entro il 1756 le Regie Segreterie sono compiute.
Il palazzo, acquistato dalla Provincia di Torino nel 1885, accoglie fin dal 1866 gli uffici della prefettura. L'edificio ospita numerose opere realizzate nel XIX secolo dal pittore torinese Francesco Gonin, occasionalmente visitabili dal pubblico.